# Euplectrus charlesmicheneri
Euplectrus charlesmicheneri  (лат.) — вид мелких паразитических наездников рода Euplectrus из семейства Eulophidae (Chalcidoidea) отряда перепончатокрылые насекомые. Паразитоиды гусениц бабочек. Центральная Америка: Коста-Рика.

## Описание
Длина 2,2 мм. Усики и скапус желтовато-белые, педицелль желтовато-коричневый, жвалы и щупальцы желтовато-белые. Передняя половина брюшка белая. Проподеум гладкий. Шпоры задних голеней длинные, длиннее первого членика задних лапок. Щитик без продольных борозд. Усики с 6 флагелломерами, включая 2-члениковую булаву. Голова и грудка тёмные (буровато-чёрные), ноги и брюшко светлее. Групповые наружные паразиты (эктопаразитоиды) гусениц бабочек Prochoerodes marciana, питающихся на растениях  Prunus annularis (Rosaceae), и Sicya medangula, питающихся на растениях Crossopetalum parviflorum (Celastraceae). Окукливаются в своих шёлковых коконах рядом со съеденной гусеницей хозяина. Вид был впервые описан в 2015 году английским гименоптерологом Христером Хэнссоном (Christer Hansson; The Natural History Museum, Лондон, Великобритания) и назван в честь американского энтомолога Чарлза Миченера (Charles D. Michener) за его вклад в исследование таксономии отряда перепончатокрылых насекомых и пчёл в частности (Hymenoptera).